# Po (voorwerp)
Een po (ook pot, waterpot, kamerpot, nachtspiegel, (onder)steek of minder netjes: pispot) is een pot waarin men 's nachts de behoefte kan doen.

## Geschiedenis
De po wordt gebruikt in situaties waarin een nachtelijk bezoek aan de wc lastig is, bijvoorbeeld als deze zich ver van het bed bevindt. Het was tot ver in de 19e eeuw gewoon dat het toilet zich buitenshuis bevond, vaak boven een sloot.
In het verleden werd de inhoud van de po niet weggegooid, maar bewaard en ingezameld door leerlooiers en wolkammers. De ammoniak in de urine was een waardevol ingrediënt voor het behandelen van leer en wol. In Tilburg werd in kruiken geurineerd en deze werden voor een paar centen verkocht. Op maandag wilde de industrie echter geen urine kopen, vanwege het te hoge alcoholgehalte ervan. Zo kwamen inwoners van Tilburg aan de bijnaam kruikezeiker en de stad aan de naam Kruikenstad tijdens carnaval. Tilburg is niet de enige plaats met een verwijzing naar de po: de bloem van de haagwinde wordt in Noord-Brabant wel pispotje genoemd.
Was het gebruik van een po tot halverwege de 20e eeuw nog gebruikelijk, tegenwoordig wordt hij zelden meer gebruikt. Bij bedlegerigheid bedient men zich van een ondersteek of urinaal, of wordt een verblijfskatheter aangelegd. Daarnaast is er een toiletstoel voor mensen die slecht ter been zijn.

## Uitdrukkingen
Er zijn veel uitdrukkingen met po, pot of steek:
| Uitdrukking             | Betekenis                                                          |
| ----------------------- | ------------------------------------------------------------------ |
| Iemand kan de pot op    | Iemands mening interesseert mij niet; ik trek mij er niets van aan |
| Iemand op de pot zetten | Iemand te kijk zetten                                              |
| Naast de pot piesen     | Iets doen wat niet mag; een kans mislopen                          |
| Buiten de pot piesen    | Overspel plegen                                                    |
| Van de pot gerukt       | Totale onzin                                                       |

## Galerij

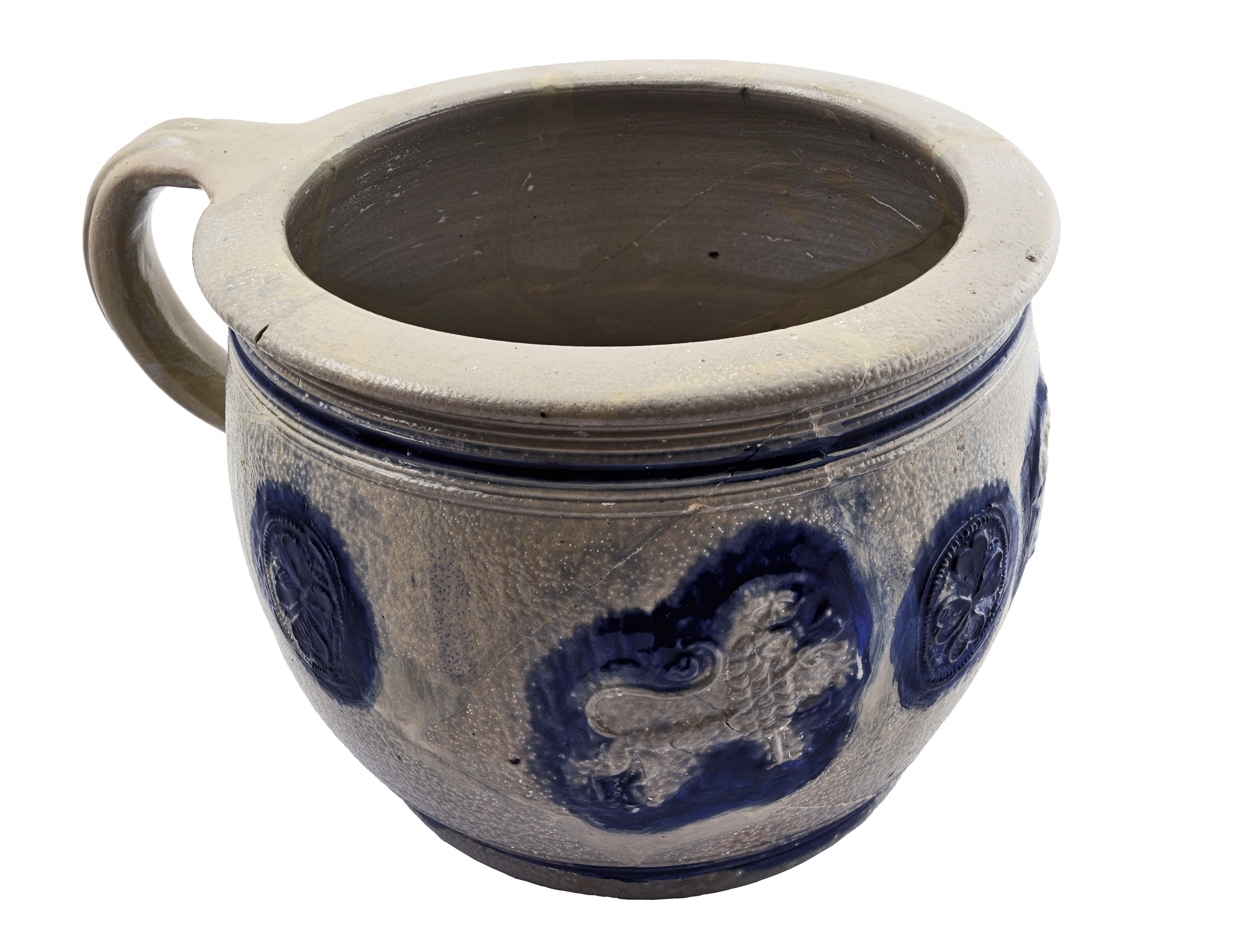
18e-eeuwse pispot in Westerwaldkeramiek, gevonden bij opgravingen in Brugge
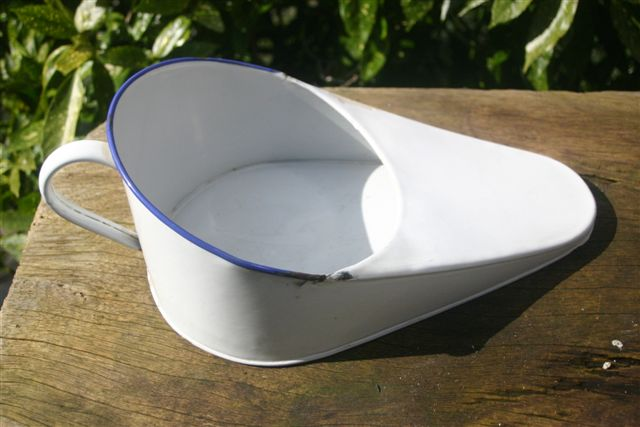
Ondersteek uit begin 20e eeuw
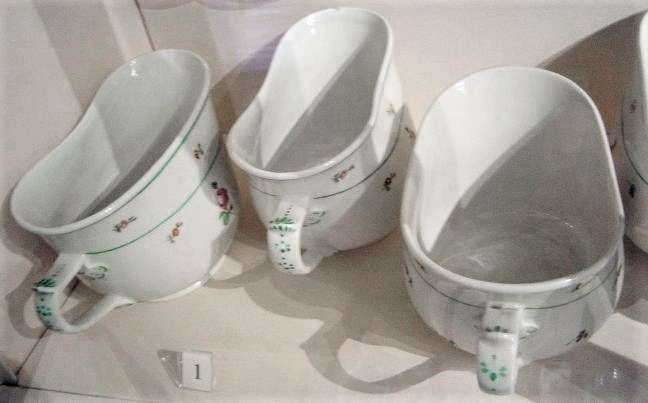
Bourdalous uit de Hofburg te Wenen
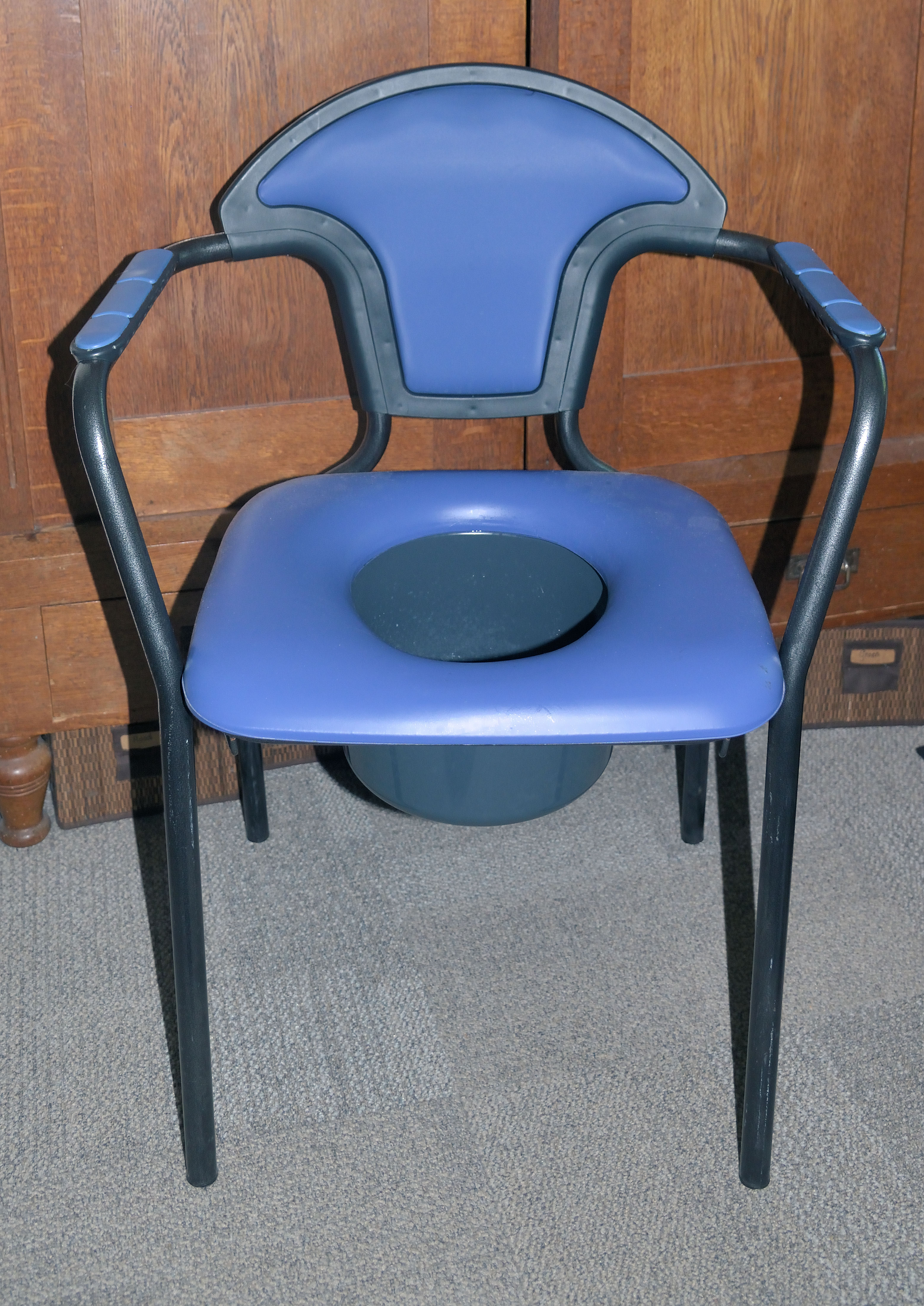
Toilet- of postoel